# Iscrizione di Bergakker
L'iscrizione di Bergakker è un reperto epigrafico runico scoperto nel 1996 su una montatura metallica della guaina di una spada rinvenuta in un campo, presso la cittadina geldrica di Bergakker, vicino a Tiel. Ha dato origine a un ampio dibattito tra i linguisti.
È ritenuta un'iscrizione francone risalente all'incirca agli anni 425-450. Da questo momento in poi sono stati trovati nei Paesi Bassi pochissimi reperti riconducibili ai Franchi. L'iscrizione conferma non solo la presenza di questo popolo nel territorio batavo, ma anche che esso usava certamente l'alfabeto runico.
Le rune applicate sulla guaina appartengono al fuþark antico. Sono interpretate come haþuþȳwas ann kusjam logūns, con il significato di «[di] Haþuþȳw. Io/egli concedo/e una fiamma» (spada) «al prescelto», ma lo studioso Bernard Mees ammette che la valenza di alcune lettere non è ben chiara. Sostiene inoltre che la forma delle parole mostra già caratteristiche compatibili con il più tardo basso francone antico, il cui ramo occidentale è anche noto come antico olandese.
Se quest'interpretazione è fondata, allora l'iscrizione può essere intesa come la frase più antica attestata in lingua olandese.